# Fausto Pinto
Fausto Manuel Pinto Rosas (Costa Rica, Culiacán, Sinaloa, 8 de agosto de 1983) es un exfutbolista y entrenador mexicano; se desempeñaba con regularidad en la posición de lateral por izquierda.
Es hermano del también exfutbolista Carlos Pinto Rosas (Alacranes de Durango, Dorados, Veracruz, Querétaro FC e Irapuato).
Actualmente dirige a Atlético Pachuca en la Tercera División de México.

## Trayectoria

### Pachuca
Alfredo Tena le otorgó la oportunidad de debutar en la Primera División de México con los Tuzos del Pachuca el 22 de julio de 2001, enfrentando al Club América en el Estadio Azteca, en partido correspondiente a la Jornada 1 del Invierno 2001; el partido finalizó 0-0. 
Fue hasta en el Clausura 2004 cuando comenzó a ser habitual en el once inicial de los Tuzos.
En siete años y medio jugó 215 partidos y fue Campeón de Liga, SuperLiga, Copa de Campeones de la Concacaf y Copa Sudamericana.
Al conquistar la Copa Sudamericana 2006, disputó la Recopa Sudamericana 2007 ante Sport Club Internacional (Campeón de Copa Libertadores 2006). El Colorado ganó por marcador global de 5-2 (Estadio Hidalgo 2-1 y Estadio Beira-Rio 4-0).  
Con el conjunto hidalguense asistió en dos ocasiones (2007 y 2008) a Japón para disputar la Copa Mundial de Clubes de la FIFA.

### Cruz Azul
De cara al Clausura 2009 fue fichado por el Cruz Azul.

### Toluca
Durante el 2013 fue cedido a préstamo a los Diablos Rojos del Toluca.

### Cruz Azul (Segunda etapa)
En diciembre de 2013 reportó con la Máquina Celeste del Cruz Azul.
Integró el plantel que acudió a la Copa Mundial de Clubes de la FIFA 2014 en Marruecos.

### Últimos clubes y retiro
Jugó con Lobos de la BUAP de la Liga de Ascenso de México en el Apertura 2016.
En diciembre de 2016 se unió a Dorados de Sinaloa, también en la División de Plata. Con el Gran Pez perdió la posibilidad de retornar al Máximo Circuito luego de caer ante Lobos en la Final de Ascenso 2016-17 (Estadio Olímpico de la BUAP 1-0 y Estadio Dorados 2-2).
Se retiró al finalizar el Clausura 2018.

## Clubes

### Futbolista
| Club               | País   | Año           |
| ------------------ | ------ | ------------- |
| Pachuca            | México | 2001-2008     |
| Cruz Azul          | México | 2009-2012     |
| Toluca             | México | 2013          |
| Cruz Azul          | México | 2014-2016     |
| Lobos de la BUAP   | México | Apertura 2016 |
| Dorados de Sinaloa | México | 2017-2018     |

#### Partidos y goles
| Competencia                      | Partidos | Goles |
| -------------------------------- | -------- | ----- |
| Primera División de México       | 398      | 1     |
| Liga de Ascenso de México        | 37       | 0     |
| Liga de Campeones de la Concacaf | 32       | 0     |
| Copa México                      | 17       | 0     |
| Copa Libertadores                | 13       | 0     |
| Copa Sudamericana                | 9        | 0     |
| SuperLiga                        | 6        | 0     |
| Mundial de Clubes                | 5        | 0     |
| Sub-20 *                         | 5        | 0     |
| Recopa Sudamericana              | 2        | 0     |
| Total                            | 524      | 1     |

* Cruz Azul Sub-20

## Selección nacional

### Sub-20
Llegó a ser internacional con la Selección Mexicana en la categoría Sub-20. Integró el plantel que acudió a la Copa Mundial de Fútbol Sub-20 de 2003 en Emiratos Árabes Unidos, bajo las órdenes del entrenador Eduardo Rergis Pacheco.
| Mundial | Sede                   | Resultado      | Partidos | Goles |
| ------- | ---------------------- | -------------- | -------- | ----- |
| Sub-20  | Emiratos Árabes Unidos | Fase de grupos | 2        | 1     |

| Fecha          | Estadio                           | Encuentro | Resultado |
| -------------- | --------------------------------- | --------- | --------- |
| 2 de diciembre | Estadio Khalifa bin Zayed, Al Ain | Fecha 2   | 1-1       |
| 5 de diciembre | Estadio Khalifa bin Zayed, Al Ain | Fecha 3   | 2-0       |

#### Gol
| Fecha          | Rival          | Gol | Resultado | Competencia    |
| -------------- | -------------- | --- | --------- | -------------- |
| 2 de diciembre | Arabia Saudita |     | 1-1       | Mundial Sub-20 |

### Sub-23
Fue medallista de bronce en los Juegos Panamericanos 2003 en República Dominicana.

### Absoluta
Ante un doble compromiso en el verano del 2007 (Copa Oro y Copa América), Hugo Sánchez, entrenador del Tricolor, convocó a 28 futbolistas y Fausto Pinto fue uno de ellos. 
Debutó con el conjunto nacional el 27 de junio de 2007, enfrentando a Brasil en el Centro Total de Entretenimiento Cachamay, por la Fecha 1 de la Copa América 2007. El partido finalizó 0-2 a favor de México.
Con el Tricolor, Pinto jugó 25 partidos y el último fue ante España, el 11 de agosto de 2010, en un encuentro amistoso llevado a cabo en el Estadio Azteca (Coyoacán, Ciudad de México); Pinto ingresó al minuto 69 por Andrés Guardado y el partido finalizó 1-1.
|                    | PJ | Minutos | Goles | Asistencias | Periodo   |
| ------------------ | -- | ------- | ----- | ----------- | --------- |
| Selección mexicana | 25 | 1,979   | 0     | 1           | 2007-2010 |

| Fecha                    | Rival          | Estadio                                                          | Resultado | Competencia                     |
| ------------------------ | -------------- | ---------------------------------------------------------------- | --------- | ------------------------------- |
| 27 de junio de 2007      | Brasil         | Centro Total de Entretenimiento Cachamay, Guayana                | 0-2       | Copa América 2007               |
| 1 de julio de 2007       | Ecuador        | Estadio Monumental de Maturín, Maturín                           | 2-1       | Copa América 2007               |
| 8 de julio de 2007       | Paraguay       | Estadio Monumental de Maturín, Maturín                           | 6-0       | Copa América 2007               |
| 11 de julio de 2007      | Argentina      | Centro Total de Entretenimiento Cachamay, Guayana                | 0-3       | Copa América 2007               |
| 14 de julio de 2007      | Uruguay        | Estadio Olímpico de la Universidad Central de Venezuela, Caracas | 1-3       | Copa América 2007               |
| 14 de octubre de 2007    | Nigeria        | Estadio Olímpico Benito Juárez, Ciudad Juárez                    | 2-2       | Amistoso                        |
| 6 de febrero de 2008     | Estados Unidos | Reliant Stadium, Houston                                         | 2-2       | Amistoso                        |
| 26 de marzo de 2008      | Ghana          | Craven Cottage, Londres                                          | 2-1       | Amistoso                        |
| 16 de abril de 2008      | China          | Qwest Field, Seattle                                             | 1-0       | Amistoso                        |
| 11 de septiembre de 2008 | Canadá         | Estadio Víctor Manuel Reyna, Tuxtla Gutiérrez                    | 2-1       | Eliminatoria                    |
| 24 de septiembre de 2008 | Chile          | Los Angeles Memorial Coliseum, Los Angeles                       | 0-1       | Amistoso                        |
| 13 de noviembre de 2008  | Ecuador        | Chase Field, Phoenix                                             | 2-1       | Amistoso                        |
| 29 de enero de 2009      | Suecia         | Oakland-Alameda County Coliseum, Oakland                         | 0-1       | Amistoso                        |
| 11 de marzo de 2009      | Bolivia        | Estadio Azteca, Coyoacán                                         | 5-1       | Amistoso                        |
| 28 de marzo de 2009      | Costa Rica     | Estadio Azteca, Coyoacán                                         | 2-0       | Eliminatoria                    |
| 1 de abril de 2009       | Honduras       | San Pedro Sula                                                   | 3-1       | Eliminatoria                    |
| 25 de junio de 2009      | Venezuela      | Georgia Dome, Atlanta                                            | 4-0       | Amistoso                        |
| 28 de junio de 2009      | Guatemala      | Qualcomm Stadium, San Diego                                      | 0-0       | Amistoso                        |
| 5 de julio de 2009       | Nicaragua      | Oakland-Alameda County Coliseum, Oakland                         | 2-0       | Copa de Oro de la Concacaf 2009 |
| 9 de julio de 2009       | Panamá         | Reliant Stadium, Houston                                         | 1-1       | Copa de Oro de la Concacaf 2009 |
| 12 de julio de 2009      | Guadalupe      | State Farm Stadium, Glendale                                     | 2-0       | Copa de Oro de la Concacaf 2009 |
| 19 de julio de 2009      | Haití          | Cowboys Stadium, Arlington                                       | 4-0       | Copa de Oro de la Concacaf 2009 |
| 23 de julio de 2009      | Costa Rica     | Soldier Field, Chicago                                           | 1-1       | Copa de Oro de la Concacaf 2009 |
| 26 de julio de 2009      | Estados Unidos | Giants Stadium, East Rutherford                                  | 0-5       | Copa de Oro de la Concacaf 2009 |
| 11 de agosto de 2010     | España         | Estadio Azteca, Coyoacán                                         | 1-1       | Amistoso                        |

#### Participaciones en selección nacional
| Categoría | Competencia                           | Sede                   | Resultado      |
| --------- | ------------------------------------- | ---------------------- | -------------- |
| Sub-20    | Copa Mundial de Fútbol Sub-20 de 2003 | Emiratos Árabes Unidos | Fase de grupos |
| Sub-23    | Juegos Panamericanos 2003             | República Dominicana   | 3er. lugar     |
| Absoluta  | Copa de Oro de la CONCACAF 2007       | Estados Unidos         | Subcampeón     |
| Absoluta  | Copa América 2007                     | Venezuela              | 3er. lugar     |
| Absoluta  | Copa de Oro de la CONCACAF 2009       | Estados Unidos         | Campeón        |

## Palmarés

### Futbolista

#### Campeonatos nacionales
| Categoría                  | Título        | Club    | País   |
| -------------------------- | ------------- | ------- | ------ |
| Primera División de México | Invierno 2001 | Pachuca | México |
| Primera División de México | Clausura 2006 | Pachuca | México |
| Primera División de México | Clausura 2007 | Pachuca | México |

#### Campeonatos internacionales
| Título                                | Club               | Sede           | Año  |
| ------------------------------------- | ------------------ | -------------- | ---- |
| Copa de Campeones de la Concacaf 2002 | Pachuca            | México         | 2002 |
| Copa Sudamericana 2006                | Pachuca            | Chile          | 2006 |
| Copa de Campeones de la Concacaf 2007 | Pachuca            | México         | 2007 |
| Copa de Campeones de la Concacaf 2008 | Pachuca            | México         | 2008 |
| Copa de Oro de la CONCACAF 2009       | Selección mexicana | Estados Unidos | 2009 |

#### Otro campeonato
| Título    | Club    | Sede           | Año  |
| --------- | ------- | -------------- | ---- |
| SuperLiga | Pachuca | Estados Unidos | 2007 |

#### Otro
| Puesto | Competencia               | Club                      | Sede                 |
| ------ | ------------------------- | ------------------------- | -------------------- |
| 3ro.   | Juegos Panamericanos 2003 | Selección mexicana Sub-23 | República Dominicana |